# Jimmy Vasser
Jimmy Vasser (Canoga Park, 20 novembre 1965) è un pilota automobilistico statunitense, campione di Formula CART nel 1996.

## Biografia
Compagno di squadra di Alex Zanardi al Team Ganassi nel triennio 1996/1998, dopo aver vinto il titolo nel 1996, fu costretto a cedere all'italiano nei due anni successivi.